# Ауфидий Бас
Ауфидий Бас или Алфидий Бас (на латински: Aufidius Bassus) e римски исторически писател през 1 век по времето на император Тиберий.
Той произлиза от фамилията Алфидии (Ауфидии) и е приятел на Сенека и привърженик на философа Епикур.
Бас пише две исторически произведения libri belli Germanici (или bellum Germanicum) за войната против германите по времето на Август до 16 г. и една обща история (Historiae) като продължение на Ливий до 31 г. На последната Плиний Стари прибавя своето произведение (a fine Aufidii Bassi).